# Emel Mathlouthi
Emel Mathlouthi (arabiska: آمال المثلوثي) är en tunisisk sångare-låtskrivare, vars sång "Kelmti Horra" (Mitt ord är fritt) blev en kampsång i Jasminrevolutionen och  den egyptiska revolutionen 2011. 
När den tunisiska regimen förbjöd hennes sånger 2008, flyttade hon till Paris. Hennes filmade framträdanden där nådde tunisier via Internet, och videon där hon sjunger "Kelmti Horra” för demonstranter på Avenue Habib Bourguiba i Tunis blev viral. Hennes första album Kelmti Horra släpptes 2012.
Vid prisutdelningen av Nobels fredspris till Tunisiens nationella dialogkvartett 2015 framförde Mathlouthi Kelmti Horra.